# Felipe Canga-Argüelles y Ventades
Felipe Canga-Argüelles y Ventades (Valencia, 1805-25 de enero de 1863) fue un médico, político e historiador español.

## Biografía
Hijo del político José Canga Argüelles y Cifuentes, estudió medicina en la Universidad de Oviedo y tuvo que exiliarse con su padre en Londres con la llegada de los Cien Mil Hijos de San Luis en 1823. En 1827 se casó con Josefa Dolores de Villalba e Irazabal. Volvió a Oviedo en 1832, donde ejerció de médico y fue elegido diputado a Cortes en 1844, 1846, 1850, 1851 y 1853. 
Fue gobernador civil de Granada en 1840 y vicepresidente del Congreso de los Diputados en 1851. En 1852 ingresó en la Real Academia de la Historia. Colaboró en el diario El Español de Madrid. En 1852 obtuvo de la reina Isabel II de España el condado de Canga-Argüelles. Recibió  la Orden de Carlos III.

## Obras
- Influencia de los institutos religiosos en los adelantos de la historia (Madrid, 1852)
- Exposición elevada en SM la Reina nuestra señora... (Madrid, 1852)
- Contestación a los cargos dirigidos a la Compañía del Ferrocarril de Langreo por el señor marqués de Duero en la sesión de Senado del 7 de abril de 1853 (Madrid, 1853)